# Eisenbahnkaserne (München)
Die Eisenbahnkaserne war eine militärische Liegenschaft am Standort München, die 1888 bis 1889 erbaut wurde und von 1890 bis 1976 existierte.

## Lage
Das „Kasernement des Eisenbahnbataillons“ befand sich östlich der Dachauer Straße, nördlich des Barackenkasernements Oberwiesenfeld. Heute befindet sich auf dem Areal am Westrand des Olympiaparks der Komplex des Bundeswehrverwaltungszentrums München.

## Geschichte
Ursprünglich und hauptsächlich wurde die Kasernenanlage vom Eisenbahnbataillon der Bayerischen Armee genutzt, das 1890 von Ingolstadt nach München verlegt worden war.
Ab Ende der 1950er-Jahre wurde die Kaserne durch die Bundeswehr genutzt. In den 1970er-Jahren wurde ein Teil des Geländes für den Bau des Olympiaparks veräußert. Weitere alte Gebäude mussten dem Bau des Rechenzentrums der Bundeswehr, des Verwaltungsgebäudes der Wehrbereichsverwaltung VI (heute: Außenstelle München der Wehrbereichsverwaltung SÜD) und des heutigen Kantinengebäudes weichen.
Nachdem das Wehrbereichskommando VI in die Waldmann-Kaserne umgezogen war, wurden Mitte der 1970er-Jahre weitere Teile des Geländes zwischen der Hedwig-Dransfeld-Allee und der Schwere-Reiter-Straße an die Stadt München zum Bau von Wohngebäuden verkauft.
Heute befinden sich auf dem Gelände der ehemaligen Eisenbahnkaserne unter anderem die Außenstelle München der Wehrbereichsverwaltung SÜD (ehemals Wehrbereichsverwaltung VI), das Sanitätsamt der Bundeswehr (seit 2002), das Truppendienstgericht Süd, das Karrierecenter der Bundeswehr IV, das Karriereberatungsbüro der Bundeswehr München, das Bundeswehr-Dienstleistungszentrum München, eine Servicestation des Bw Bekleidungsmanagements und der Landesverband Bayern des Technischen Hilfswerks.
Einige der ursprünglichen Kasernengebäude nördlich der Hedwig-Dransfeld-Allee sind bis heute erhalten geblieben und gehören zu den letzten Resten von Münchener Militärbauten des 19. Jahrhunderts.
Das große Hauptgebäude wurde 2003 vom Studentenwerk München gemietet, unter Denkmalschutzauflagen vom Architekten Christoph Maas saniert und dient zeitweise als Studentenwohnanlage. Die Sanierungsarbeiten zeichnete die Stadt München mit dem „Ehrenpreis für vorbildliche Sanierung 2005“ aus.

## Denkmal für die Gefallenen der Bayerischen Eisenbahntruppe

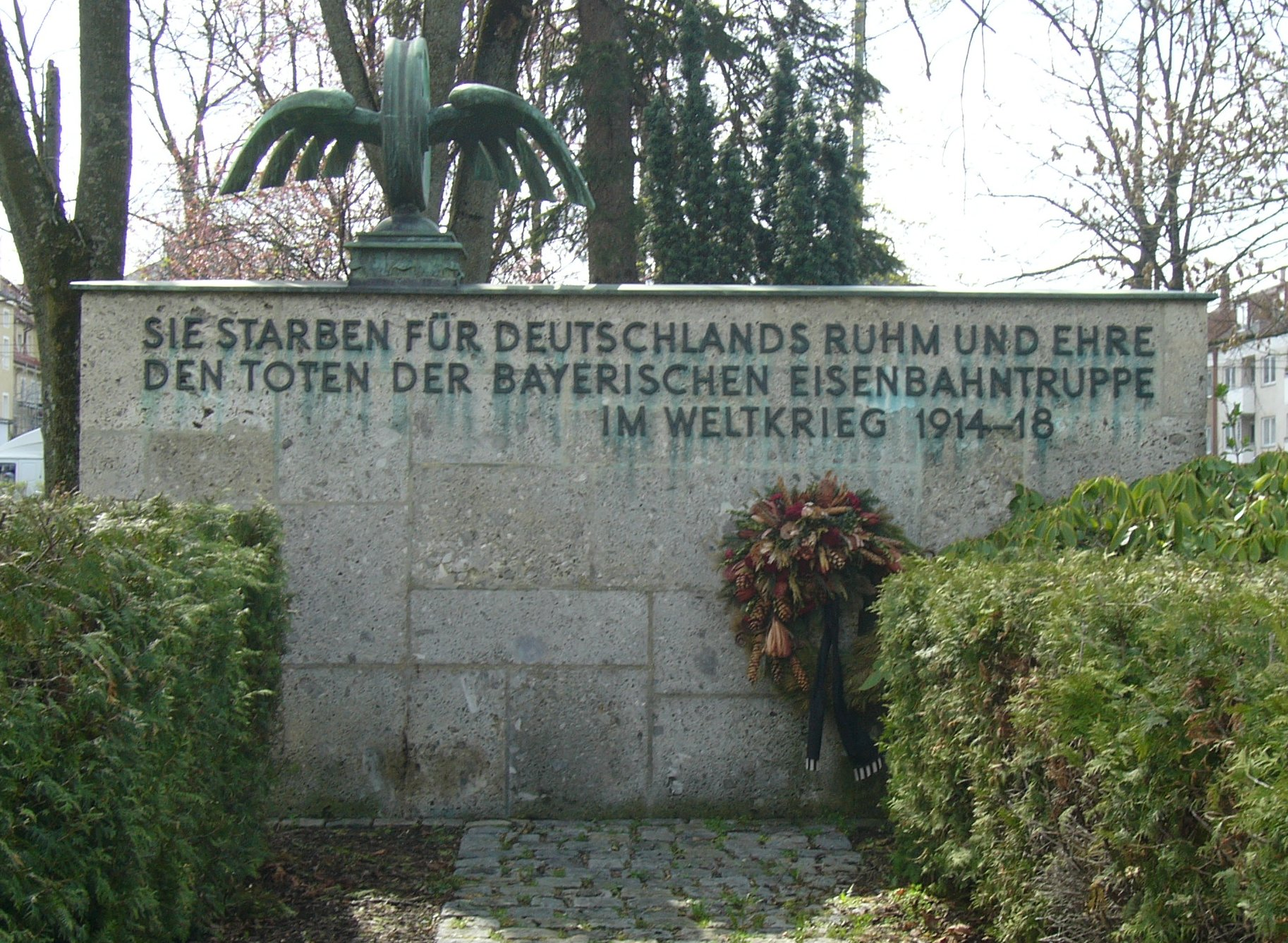
Kriegerdenkmal für die Bayerische Eisenbahntruppe

Heute erinnert auf dem Gelände ein Kriegerdenkmal zum Ersten Weltkrieg an die Bayerische Eisenbahntruppe. Das ursprünglich 1922 von Karl Badberger geschaffene Denkmal an der Dachauer Straße 128 wurde 1945 zerstört und 1965 wieder errichtet. 2022 wurde der Platz vor dem Denkmal umgestaltet, wobei vor dem 8 metallene Schrifttafeln aufgestellt wurden.
Die ursprüngliche Inschrift lautete „Sie glaubten zu sterben für Deutschlands Ruhm und Ehr“, dies wurde aber 1935 von den Nationalsozialisten in „Sie starben für Deutschlands Ruhm und Ehre“ umgeändert.